# Il dicembre del professor Corde
Il dicembre del professor Corde (in originale The Dean's December) è un romanzo di Saul Bellow, pubblicato nel 1982. È il primo romanzo scritto dopo che l'autore vinse il Premio Nobel per la Letteratura nel 1976. Ambientato a Chicago e a Bucarest, racconta la storia della crisi del protagonista, Albert Corde, professore universitario che accompagna la moglie astrofisica in un viaggio nella per lei natia Romania. Qui ha a che fare con la morte della suocera e con il regime totalitario dei paesi del blocco orientale, e ancora di più, con la propria e altrui condizione umana e con il significato da dare alla vita. Il libro ebbe per lo più critiche negative, a parte qualche eccezione (come Salman Rushdie che lo considerò "scritto molto bene"). John Updike scrisse su "The New Yorker" che "la cosa buona del libro è che è di Saul Bellow, quella cattiva è che è su Saul Bellow", considerando il protagonista troppo vicino al suo autore e alle sue provocazioni. Nonostante le critiche, però, il libro vendette molto.

## Edizioni italiane
- Saul Bellow, Il dicembre del professor Corde, traduzione di Pier Francesco Paolini, Milano, Rizzoli ("La scala"), 1982.
- Saul Bellow, Il dicembre del professor Corde, traduzione di Pier Francesco Paolini, Milano, Rizzoli ("BUR" n. 642), 1986, ISBN 88-17-13642-5.
- Saul Bellow, Il dicembre del professor Corde, traduzione di Pier Francesco Paolini, Milano, Mondadori ("Oscar narrativa" n. 1739), 2000, ISBN 88-04-48251-6.
- Saul Bellow, Il dicembre del professor Corde, in Romanzi, vol. II, trad. di Pier Francesco Paolini, a cura di Guido Fink, Milano, Mondadori (collana "I Meridiani"), 2008, ISBN 978-88-04-55216-1.